# Алексушин, Владимир Борисович
Владимир Борисович Алексушин (3 июля 1969 — 13 июля 2015, Кавголово, Ленинградская область) — советский и российский хоккеист, защитник. Тренер.

## Биография
Воспитанник челябинского хоккея. В сезонах 1986/87 — 1987/88 играл за местные «Трактор» в высшей лиге и в первой за «Металлург». В следующем сезоне сыграл в первой лиге 10 матчей за СКА Свердловск и перешёл в армейскую команду Ленинграда, где играл до сезона 1996/97. Был в составе словенского клуба «Есенице» (1996/97), в сезоне 1997/98 играл за шведский «Оскарсхамн» и провёл два матча в плей-офф за СКА. В сезоне 1998/99 — в составе австрийского «Целль-ам-Зе», в следующем сезоне выступал за французский «Лион» и шведский «Арбуга». Вернувшись в Россию, играл за челябинские «Мечел» (2000/01) и «Трактор» (2003/04) и СКА (2001/02 — 2002/03).
С 2005 года — тренер в СДЮШОР СКА, сборной Санкт-Петербурга и Северо-Западного федерального округа. Скончался 13 июля 2015 года на сборах в Кавголово в возрасте 46 лет от остановки сердца.
Бронзовый призёр юниорского чемпионата Европы 1987, серебряный призёр молодёжного чемпионата мира 1988.